# Wade Williams
Wade Andrew Williams (Tulsa, Oklahoma; 24 de diciembre de 1961) es un actor estadounidense que tuvo un papel estelar como el capitán Brad Bellick en la serie Prison Break.

## Biografía

### Primeros años
Wade y sus tres hermanos nacieron y se criaron en Tulsa (Oklahoma). De joven, Wade se mostraba interesado en el drama y la música. De cualquier forma, decidió no tomar la actuación como una carrera. Luego de graduarse de secundaria, Wade ingresó a la Universidad de Tulsa para estudiar medicina, pero, su interés en el drama y la música lo llevaron a la decisión de cambiar de carrera. Wade completó sus estudios de teatro en la Universidad de Tulsa y más tarde obtendría su maestría en actuación. Actualmente vive en Texas con su esposa e hija.

### Carrera
Wade comenzó su carrera de actuación en The Taming of the Shrew (La fierecilla domada, de William Shakespeare), junto con Morgan Freeman y Tracy Ulman. También consiguió más tarde un papel para actuar con Denzel Washington en Richard III. Wade luego continuaría su carrera actuando en producciones tales como Guys and Dolls, Les Miserables, Kiss of the Spiderwoman, Ragtime y Showboat.
Ha tenido papeles importantes en películas como Flicka, Jarhead, Collateral, Ali, y Erin Brockovich. También ha tenido apariciones en series como Over There, Six Feet Under, 24, NYPD Blue, CSI: Miami , The Bernie Mac Show y Prison Break.
Recientemente realizó la voz del líder mafioso Máscara Negra en la película Batman: Under The Red Hood.

## Filmografía
- A Brother's Honor (2019)
- 3 from Hell (2019)
- Back Fork (2019)
- Venom (2018)
- Mentes Poderosas (2018)
- The Mick (2017)
- The Blacklist (2017)
- Elementary (2017)
- Mercy Street (2016-2017)
- Ice Scream (2016)
- Westworld (2016)
- Una casa de locos (2016)
- Message from the king (2016)
- Spaceman (2016)
- Grimm (2016)
- Gone: A Wayward Pines Story (2016)
- Transparent (2015)
- La liga fantástica (2015)
- Código negro (2015)
- Scorpion (2015)
- Revenge (2014)
- Beware the Batman (2014)
- The Bridge (2014)
- Turno de noche (2014)
- Crisis (2014)
- Decisión final (2014)
- Untitled Bounty Hunter Project (2013)
- La leyenda de Korra (2013)
- Navy: Investigación criminal (2013)
- Gangster Squad (2013)
- El caballero oscuro: La leyenda renace (2012)
- The Dark Knight Returns - Part 1 (2012)
- The Mentalist Episodio: 4x05 "Blood and sand" (2011)
- Green Lantern: Emerald Knights (2011)
- Batman: Under The Red Hood (2010)
- Bones (2010)
- Mentes Criminales (2009) Episodio: 5x04 “Sin Esperanza”
- Flicka (2006)
- Prison Break (2005-2009)
- The Bernie Mac Show (2005)
- Kojak (2005)
- CSI: Las Vegas (2005)
- Collateral (2004)
- Las Vegas (2004)
- Testigo ocular (2003)
- CSI: Miami (2003)
- Ken Park (2002)
- 24 (2002)
- Ali (2001)
- Star Trek: Enterprise (2001)
- The X-Files (2001)
- Erin Brockvich (2000)
- ¿De Qué Planeta Vienes? (2000)
- Six feet under (2000)
- K-911 (1999)
- Buffy, la cazavampiros (serie de televisión)